# Bohušovice nad Ohří
Bohušovice nad Ohří är en stad i Tjeckien.   Den ligger i regionen Ústí nad Labem, i den nordvästra delen av landet, 50 km norr om huvudstaden Prag. Bohušovice nad Ohří ligger 153 meter över havet och antalet invånare är 2 544.
Terrängen runt Bohušovice nad Ohří är platt åt sydost, men åt nordväst är den kuperad.Runt Bohušovice nad Ohří är det tätbefolkat, med 297 invånare per kvadratkilometer. Närmaste större samhälle är Litoměřice, 4,7 km norr om Bohušovice nad Ohří. Trakten runt Bohušovice nad Ohří består till största delen av jordbruksmark.